# Alqueria Fonda
L'alqueria Fonda, situada a Poble Nou (pedania de València), en el camí de Montcada, i que data del segle xiv, és un dels exemples més antics i interessants d'alqueria o casa rural a l'Horta de València.
Es tracta d'una casa de planta basilical amb nau central, dos laterals, més una quarta adossada a un dels laterals. Realitzada amb murs de tapial, en façana se situa un arc de carreus.
L'espai extern i d'accés a la casa s'organitza utilitzant un sistema indirecte, de vistes tancades, amb angle de 90° que condueix des del carrer a un pati previ, i des d'est a la casa, amb una estructura d'origen islàmic.
La coberta s'alça sobre l'obertura de la nau central.